# Hemisus guttatus
Hemisus guttatus ist eine Amphibienart aus der Familie der Hemisotidae.

## Merkmale
Die Art erreicht eine Länge von 46 Millimetern. Die Körperoberseite ist braun mit runden weißen Flecken. Die Körperform ist gedrungen. Der Kopf ist klein. Der Vorderkopf ist ziemlich spitz, vorspringend und keilförmig. Die Mundspalte ist klein. Die Augen sind klein. Der Interorbitalraum ist breit. Die Gliedmaßen sind kurz. Finger und Zehen sind kurz und weisen keine Schwimmhäute auf. Der erste und zweite Finger sind gleich lang. Subarticularhöcker fehlen. Der mediale Metatarsalhöcker ist klein und nicht schaufelförmig vorspringend. Bei nach vorne angelegtem Hinterbein reicht das Tarsometatarsalgelenk bis zum Auge. Die Haut ist glatt. Hinter den Augen befindet sich eine Querfalte. Männchen besitzen eine subgulare Schallblase.

## Vorkommen
Hemisus guttatus kommt in Südafrika im Süden von Mpumalanga und im zentralen und östlichen KwaZulu-Natal zwischen Hluhluwe im Norden und Durban im Süden vor. Möglicherweise ist die Art auch im angrenzenden Eswatini heimisch. Die Vertikalverbreitung reicht von 0 Meter an der Küste bis 1000 Meter in den Lebombobergen. Lebensraum sind Grasland und Savanne.

## Systematik
Die Art wurde 1842 von Wilhelm von Rapp erstbeschrieben.

## Gefährdung
Hemisus guttatus wird von der IUCN als gefährdet („vulnerable“) eingestuft.